# Fujiwara no Nagara

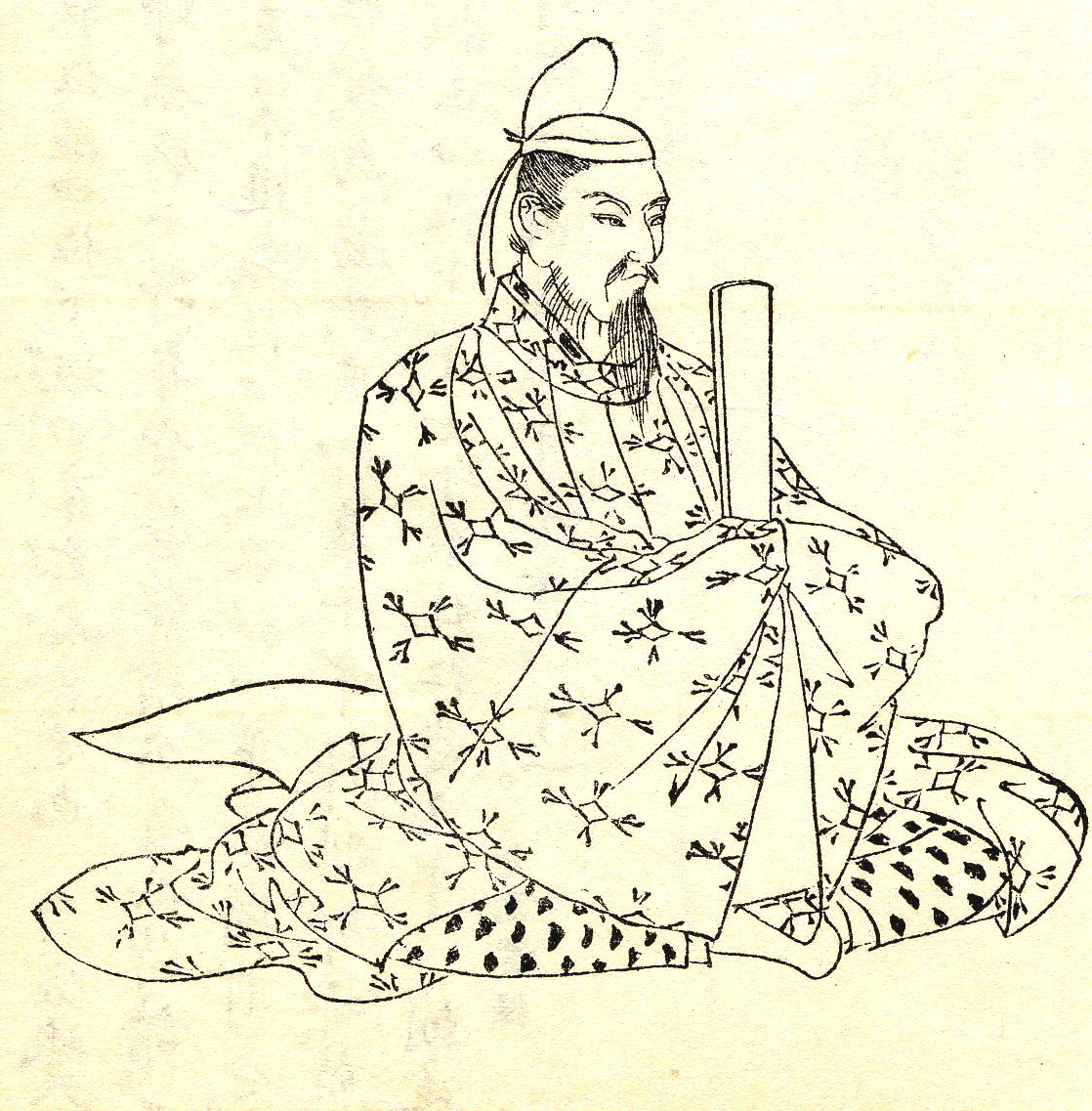
Fujiwara no Nagara par Kikuchi Yōsai, extrait du Zenken Kojitsu.

Ne pas confondre avec le poète japonais du Xe siècle, souvent appelé par le même nom. Voir Fujiwara no Nagatō
Fujiwara no Nagara est un nom japonais traditionnel ; le nom de famille (ou le nom d'école), Fujiwara, précède donc le prénom (ou le nom d'artiste).
Fujiwara no Nagara (藤原長良), 802 – 6 août 856, aussi connu sous le nom Fujiwara no Nagayoshi, est un homme d'État, courtisan et politicien du début de l'époque de Heian. Il est le grand-père de l'empereur Yōzei.

## Biographie
Nagara est le fils ainé du sadaijin Fujiwara no Fuyutsugu, puissante personnalité de la cour de l'empereur Saga. L'empereur Ninmyō lui fait confiance depuis qu'il est prince héritier et le rencontre fréquemment. Cependant, après l'accession au trône du chrysanthème de l'empereur Ninmyō, l'avancement de Nagara et retardé par celui de son jeune frère Fujiwara no Yoshifusa. Il sert comme directeur du kurōdo-dokoro (蔵人所) et chef de division (督) de la garde impériale avant de finalement être nommé sangi et de rejoindre les rangs des kugyō en 844, dix ans après son frère cadet.
En 850, l'empereur Montoku, neveu de Nagara monte sur le trône et Ngara est promu 正四位下 (shō shi-i no ge) puis 従三位 (ju san-mi), et 正三位 (shō san-mi) en 851. Cette même année cependant, Nagara est une fois encore dépassé lorsque son frère Fujiwara no Yoshimi, de plus de dix ans plus jeune, est promu chūnagon. En 854, tandis que Yoshimi et élevé au rang de dainagon, Nagara est nommé pour le remplacer dans son ancienne position de chūnagon. En 856, il est promu 従二位 (ju ni-i) mais meurt peu après à l'âge de 55 ans.

## Postérité
Après la mort de Nagara, sa fille Takaiko devient dame de cour de l'empereur Seiwa. En 877, après que son fils le prince Sadaakira est monté sur le trône sous le nom empereur Yōzei, Nagara est promu à titre posthume aux rangs de 正一位 (shō ichi-i) et sadaijin et encore à celui de daijō-daijin en 879.
Nagara est dépassé dans la vie par son frère Yoshifusa et Yoshimi mais il a plus d'enfants et ses descendants prospèrent. Son troisième fils Fujiwara no Mototsune est adopté par Yoshifusa et sa lignée s'associe à différents puissants clans, dont la maison des cinq régents.
Avant la période médiévale, il y a pu y avoir une tendance à voir le père biologique de Nagara Mototsune plutôt que son père adoptif Yoshifusa en tant que parent, ce qui fait de Nagara l'ancêtre de la famille régente. Cela a peut-être influencé l'Ōkagami monogatari qui dépeint Nagara comme le chef des Hokke au lieu de Yoshifusa.

## Personnalité
Nagara a une disposition noble, à la fois tendre et magnanime. En dépit d'être dépassé par ses frères, il continue à les aimer profondément. Il accepte avec tolérance d'être traité comme leur subordonné et est aimé par les gens de tous rangs. Lorsque meurt l'empereur Ninmyō, Fuyutsugu l'aurait pleuré comme un parent, s'abstenant même de manger tandis qu'il prie pour le bonheur de l'esprit de l'empereur.
Lorsque dans sa jeunesse il sert l'empereur Montoku, celui-ci le traite comme un égal mais Nagara n'abandonne pas sa robe formelle ni n'affiche une attitude trop familier

## Généalogie
- Père : Fujiwara no Fuyutsugu
- Mère : Fujiwara no Mitsuko (藤原美都子?), fille de Fujiwara no Matsukuri (藤原真作?)
- Épouse : 難波渕子 (Nanba no Fuchiko?)
  - Fils ainé : Fujiwara no Kunitsune (藤原国経?, 828–908)
  - Second fils : Fujiwara no Tōtsune (藤原遠経?, 835–888)
- Épouse : Fujiwara no Otoharu (藤原乙春?), fille de Fujiwara no Fusatsugu (藤原総継?)
  - Troisième fils : Fujiwara no Mototsune (藤原基経, 836–891?), adopté par Fujiwara no Yoshifusa
  - Quatrième fils : Fujiwara no Takatsune (藤原高経?, ?–893)
  - Cinquième fils : Fujiwara no Hirotsune (藤原弘経?, 838–883)
  - Sixième fils : Fujiwara no Kiyotsune (藤原清経?, 846–915)
  - Fille : Fujiwara no Takaiko (藤原高子?, 842–910), dame de cour de l'empereur Seiwa, mère de l'empereur Yōzei
- Épouse inconnue (peut-être 難波渕子 (Nanba no Fuchiko?)
  - Fille : Fujiwara no Shukushi (藤原淑子?, 838–906), épouse de Fujiwara no Ujimune, mère adoptive de l'empereur Uda, 尚侍 (Naishi-no-kami?)
  - Fille : Fujiwara no Ariko (藤原有子?, ?–866), épouse de Taira no Takamune, 典侍 (Naishi-no-suke?)

## Source de la traduction
- (en) Cet article est partiellement ou en totalité issu de l’article de Wikipédia en anglais intitulé « Fujiwara no Nagayoshi » (voir la liste des auteurs).